# 御史站
御史站（韓語：어사역）是位于朝鮮民主主義人民共和國黄海北道銀波郡的一個鐵路車站。屬於黄海青年線。

## 邻近车站
黃海青年线
墨川站 - 御史站 - 雲陽站